# Placido Cortese
Placido Cortese, foi um frei franciscano que nasceu no ano de 1907 em Cres na Croácia e que durante a Segunda Guerra Mundial morreu diante as torturas sofridas no bunker da Gestapo na Piazza Oberdan em Trieste. O Papa Francisco em 2021, aprovou seu processo e o elevou a venerável .

## Biografia

### Nascimento e Juventude
Placido Cortese nasceu no dia 7 de Março de 1907 na ilha Cres, na Croácia (na época Reino pertencente ao Império Austro-Húngaro). Frequentou o ensino fundamental em sua cidade natal e conheceu a Ordem dos Frades Menores Conventuais, que serviam na igreja de São Francisco. Em 1920 foi admitido no colégio da Ordem em Camposampiero - Pádua.
No Noviciado Santo Antônio em Pádua, escolhe o nome Plácido (seu nome de batismo era Nicolas) e emitiu os votos temporários em 10 de outubro de 1924. Em 4 de outubro de 1928, na Basílica de São Francisco de Assis - Assis, fez a profissão solene.
Concluiu o curso secundário de filosofia em Cherso (1925-27) e os quatro anos de teologia (1927-31) na Faculdade de Teologia de São Boaventura de Roma, distinguindo-se pela modéstia e amabilidade que o teriam distinguido ainda mais tarde.

### Ordenação e atividades na Ordem
Foi ordenado sacerdote em Roma em 6 de julho de 1930 e passou os primeiros anos do sacerdócio (1931-1933) na Basílica do Santo Antônio em Pádua. De dezembro de 1933 a janeiro de 1937 residiu na comunidade de Viale Corsica na cidade de Milão, servindo como vice-pároco na paróquia da Virgem Maria e Santo Antônio, confiada aos Conventuais.
No início de 1937 foi chamado de volta a Pádua para assumir a direção do O Mensageiro de Santo António, cargo que desempenhou com paixão e competência até 1943. Foi ele que trouxe a nova tipografia, no início de 1939, trazendo novos rumos para a revista editorial .

### Segunda Guerra Mundial
Durante a Segunda Guerra Mundial, Frei Placido Cortese agiu com liderança e entusiasmo em sua caridade, inicialmente (1942-1943), ele escondeu os eslovenos e croatas deportados para campos de concentração na Itália, após o armistício de 8 de setembro de 1943, com a ocupação alemã em Pádua e o desencadeamento da fúria persecutória dos nazistas, Frei Placido fez o máximo para ajudar os judeus, os soldados aliados em desordem e outros perseguidos ou procurados. Foi um importante ponto de referência, na cidade do Santo, da rede clandestina de resgate coordenada pelos professores Ezio Franceschini em Milão, cuja tarefa era ajudar os perseguidos para chegar à Suíça. Mesmo nessas circunstâncias agitadas, ele foi fiel ao seu compromisso de solidariedade e de caridade.
Num domingo, 8 de outubro de 1944, por volta das 13h30, dois agentes da SS nazistas o interrogaram sob um pretexto. Sem desconfiar de nada, ele embarcou em um veículo que aguardava em frente à Basílica de Santo Antônio de Pádua e foi levado para Trieste, no bunker da Gestapo na Piazza Oberdan, onde foi submetido a interrogatórios e torturas brutais, com a intenção de extorquí-lo, para conseguirem os nomes de seus colaboradores. Exausto por maus tratos, ele acabou sendo morto em meados de novembro de 1944 e seu corpo foi queimado no crematório de Trieste .

### Agradecimentos e processo canônico
Após a sua morte, começaram a surgir numerosos e preciosos testemunhos nas últimas semanas de vida de Frei Placido e de sua morte, em que foram reconhecidos os traços do martírio, como aconteceu com São Maximiliano Maria Kolbe. Com o tempo foi permitida a abertura da causa de beatificação e canonização, com o inquérito diocesano .
Dentre os diversos prêmios que ele recebeu, pós-morte, destaca-se a Medalha de Ouro do Mérito Civil concedida em 2017 pelo Presidente da República Italiana Sergio Mattarella.